# Joaquim Durão
Joaquim Manuel Durão (Lisbona, 25 ottobre 1930 – Lisbona, 21 maggio 2015) è stato uno scacchista e dirigente sportivo portoghese.
Nel 1975 diventò il primo Maestro Internazionale portoghese. Nel 1985 la FIDE gli attribuì anche il titolo di Arbitro internazionale di scacchi.
Nel periodo 1955–1973 vinse tredici volte il campionato nazionale portoghese (record del campionato).
Dal 1958 al 1982 partecipò con la nazionale portoghese a dieci olimpiadi degli scacchi, ottenendo 78 punti su 151 partite. Nelle olimpiadi di L'Avana 1966 giocò in 1a scacchiera contro Bobby Fischer. Nelle olimpiadi di Skopje 1972 vinse contro il GM cecoslovacco  Jan Smejkal.
Partecipò a molti tornei internazionali; vinse il torneo di Detmold in aprile 1966, il torneo zonale di Caorle del 1975 e la sezione B del Torneo di Capodanno di Reggio Emilia del 1985/86.
Fu presidente della federazione portoghese degli scacchi (Federação Portuguesa de Xadrez) negli anni  1968-1973, 1988–1973 e 2005–2007. Dal 1996 al 2001 fu anche vice presidente della Confederação do Desporto de Portugal. Dal 1982 al 1996 fu membro del Comitato Esecutivo della FIDE, del quale negli ultimi due anni fu anche vice presidente. Si ritirò dalle competizioni scacchistiche nel febbraio del 2000.